# Janagisita Maszaaki
Janagisita Maszaaki (Sizuoka, 1960. január 1. –) japán válogatott labdarúgó.

## Nemzeti válogatott
A japán U20-as válogatott tagjaként részt vett az 1979-es ifjúsági labdarúgó-világbajnokságon.